# Алтор (Белуно)
Алтор (итал. Altor) је насеље у Италији у округу Белуно, региону Венето.
Према процени из 2011. у насељу је живело 28 становника. Насеље се налази на надморској висини од 479 м.